# Piaggio Carnaby
Der Piaggio Carnaby ist ein Motorroller von Piaggio, der Ende der 2000er Jahre produziert wurde.

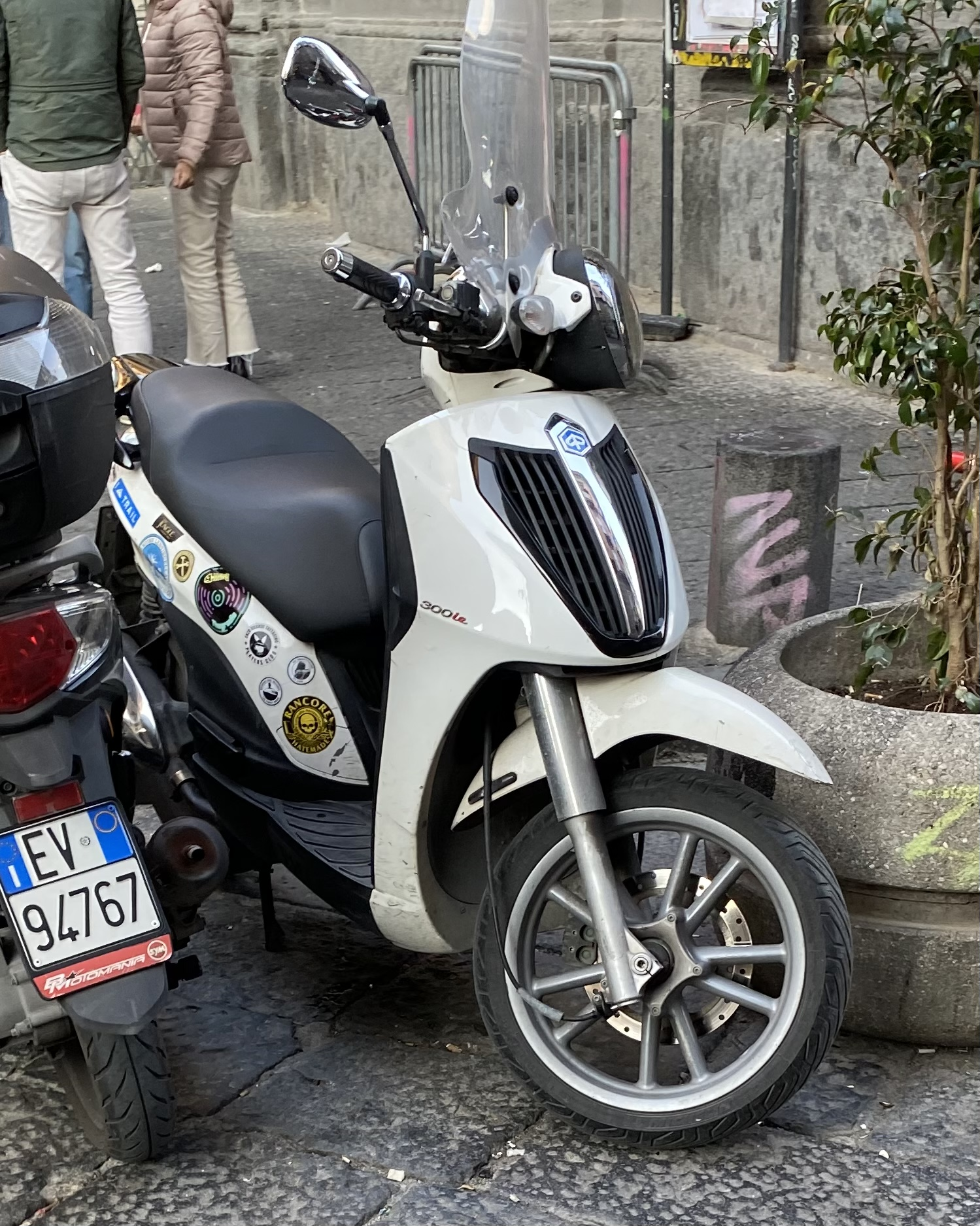
Carnaby Cruiser 300 i.e.

Dieser Cityroller ist größer als das Model Fly, aber kleiner als das Model Beverly. Durch seine vergleichsweise großen Räder ist die Straßenlage passabel. Der Carnaby war qualitativ und preislich deutlich über dem einfach verarbeiteten Fly angesiedelt.
Der Carnaby wurde mit verschiedenen Viertaktmotoren angeboten.

## Varianten
- Carnaby 125 (124 cm³, 11,0 kW)
- Carnaby 200 (198 cm³, 15,4 kW), wird nicht in Deutschland verkauft
- Carnaby 250 (244 cm³, 16,0 kW)
- Carnaby Cruiser 300 (278 cm³, 16,1 kW)